# Hr.Ms. Antje (1940)
De Hr.Ms. Antje (HMV 5) was de voormalige Rotterdamse trawler RO 15 Antje van Visscherij Maatschappij Piscator NV, die was omgebouwd tot hulpmijnenveger. De Antje was gebouwd door de scheepswerf J. Smit Czn. uit Alblasserdam. In verband met de verhoogde oorlogsdreiging werd het schip 1 april 1940 gevorderd door de Nederlandse marine en omgebouwd tot hulpmijnenveger 5 en in dienst genomen.
In de meidagen van 1940 wist de Antje uit niet te wijken naar het Verenigd Koninkrijk. Het werd in IJmuiden als blokschip tot zinken gebracht en viel daarmee in Duitse handen. Die gebruikten het als Hafenschutzboot bij Borkum. Eind 1941 werd het overgeplaatst naar het Rheinflotille als HR47. In juli 1942 keerde het weer terug naar Borkum en op 16 januari 1943 op non-actief gesteld. Op 15 mei 1945 werd het teruggegeven aan de eigenaar, in augustus 1945 werd het vissersschip in IJmuiden opgeknapt en kon juni 1946 weer onder de naam Antje gaan vissen.